# Supercoppa dei Paesi Bassi 2018
La Supercoppa dei Paesi Bassi 2018 (ufficialmente Johan Cruijff Schaal XIX ) è stata la ventinovesima edizione della Johan Cruijff Schaal.
Si è svolta il 4 agosto 2018 al Philips Stadion tra il Feyenoord, vincitore della Coppa dei Paesi Bassi 2017-2018, e il PSV, vincitore della Eredivisie 2017-2018.
Ad aggiudicarsi la vittoria finale è stato il Feyenoord, conquistando il trofeo per la seconda volta consecutiva.

## Partecipanti
| Squadre   | Qualificazione                                  | Partecipazioni precedenti (il grassetto indica la vittoria)                                         |
| --------- | ----------------------------------------------- | --------------------------------------------------------------------------------------------------- |
| PSV       | Vincitore della Eredivisie 2017-2018            | 16 (1991, 1992, 1996, 1997, 1998, 2000, 2001, 2002, 2003, 2005, 2006, 2007, 2008, 2012, 2015, 2016) |
| Feyenoord | Vincitore della Coppa dei Paesi Bassi 2017-2018 | 9 (1991, 1992, 1993, 1994, 1995, 1999, 2008, 2016, 2017)                                            |

## Tabellino
| Arbitro: | Serdar Gözübüyük |

|                                                                |                      |                                                                       |
| Pereiro Hendrix Schwaab de Jong Lozano Júnior Angeliño Rosario | Tiri di rigore 5 – 6 | van der Heijden Berghuis Vente Larsson Vilhena Verdonk Amrabat Clasie |